# Tora Bora
Tora Bora er et hulekompleks i Afghanistans bjerge, beliggende ca. 40 km fra Jalalabad i provinsen Nangarhar. Man antog, at hulerne rummede befæstede anlæg og et udstrakt system af tunneler. Tora Bora blev først og fremmest kendt i den vestlige verden, fordi Osama bin Laden mentes at have opholdt sig der i tiden lige efter terrorangrebet den 11. september. 
Da amerikanske og afghanske tropper havde erobret hulerne i 2001 ved Slaget om Tora Bora, viste det sig dog, at "befæstningerne" kun bestod af små træningslejre, og at hulerne ikke var forbundet via tunneler i nævneværdig grad.